# Esperança (Arronches)
Esperança is een plaats (freguesia) in de Portugese gemeente Arronches en telt 881 inwoners (2001).